# Rhodes (Iowa)
Pour les articles homonymes, voir Rhodes (homonymie).
Rhodes est une ville du comté de Marshall, en Iowa, aux États-Unis. Elle est fondée en 1856 et incorporée le 12 mai 1882.

## Source de la traduction
- (en) Cet article est partiellement ou en totalité issu de l’article de Wikipédia en anglais intitulé « Rhodes, Iowa » (voir la liste des auteurs).